# 聖彼得堡陸軍
陸軍曲棍球俱乐部(SKA)(俄語: Спортивный клуб СКА)通常被称为聖彼得堡陸軍，字面意思是陆军体育俱乐部，是一家位于圣彼得堡的俄罗斯职业冰球俱乐部。他们是大陆冰球联賽(KHL)博布罗夫分部的成员。聖彼得堡陸軍在 2014-15年KHL赛季之前从未参加过联赛决赛，在那里他们击败了喀山雪豹，赢得了加加林杯。他们在2017年赢得了第二个加加林杯，击败了馬格尼托格爾斯克馬鋼城。 2012年，聖彼得堡陸軍平均有10,126名观众，成为俄罗斯第一家平均上座率达到5位数的冰球俱乐部。

## 奖项和奖杯

### 加加林盃
2014-15賽季,2016-17賽季(2次)

### 大陆杯
2012-13賽季,2017-18賽季(2次)